# Парк, Рэндалл
Рэндалл Парк (англ. Randall Park; род. 23 марта 1974, Лос-Анджелес, Калифорния, США) — американский актёр и сценарист, наиболее известный по роли верховного лидера Северной Кореи Ким Чен Ына в фильме «Интервью».

## Ранние годы
Рэндалл родился в семье корейских иммигрантов в Лос-Анджелесе, штат Калифорния. Его мать была бухгалтером в университете UCLA, а отец владел фотоателье.
Парк окончил Hamilton High School, а затем получил степень бакалавра по английскому и креативному письму, и степень магистра в азиатско-американских исследованиях UCLA. В университете Парк стал соучредителем азиатско-американской театральной группы под названием Lapu, the Coyote that Cares, которая теперь известна как LCC Theatre Company.

## Карьера

### Кино и телевидение
Парк дебютировал в кино в 2003 году в короткометражном фильме «Дракон любви» (как главный герой Джоэл), который выиграл премию в своей категории на Международном кинофестивале на Гавайях. Затем он снимался в различных независимых кинопроектах, таких как «Мой сексуальный список» (2009) и «Американский сплав» (2005), в котором он также выступил как соавтор сценария. Позже Рэндалл стал появляться в более известных фильмах, таких как «Ларри Краун», «Ужин с придурками» и «Немножко женаты».
Парк был приглашённым актёром многих телевизионных шоу, в их числе «Умерь свой энтузиазм», «Новенькая», «Офис», «Скорая помощь», «C.S.I.: Место преступления», «Четыре короля», «Лас-Вегас», «Доктор Хаус», «АйКарли», «Детектив Раш» и «Рино 911!». Он сыграл Мартина Фуканага в ситком-боевике «Сверхвоины» и был актёром скетч-шоу на MTV Wild’n Out. В 2007 году он регулярно выступал в роли актёра реалити-шоу «На лот».
В 2014 году Парк сыграл небольшие роли в комедиях «Соседи. На тропе войны» и «Домашнее видео: Только для взрослых». В том же году Рэндалл исполнил свою самую известную роль — Ким Чен Ына в фильме «Интервью».
Парк сыграл второстепенных героев в сериалах «Проект Минди», «Вице-президент» и «Жаркое американское лето: Первый день лагеря». В 2015 году он также появился в первом полнометражном фильме Wong Fu Productions «Всё до нас».
С 2015 года Парк играет Луиса Хуанга в сериале «Трудности ассимиляции» (основан на мемуарах Эдди Хуанга Fresh Off the Boat: Memoir) вместе с Констанс Ву.
В 2015 году Рэндалл появился в клипе Эминема «Phenomenal» вместе с Джоном Малковичем, а также в роли сослуживца персонажа Эми Шумер в фильме «Девушка без комплексов».

### Сценарист и режиссёр
В 2005 году Парк снялся и выступил соавтором сценария в фильме «Американский сплав» режиссёра Фрэнка Лина, который получил приз зрительских симпатий на Международном кинофестивале на Гавайях. Он также придумал, написал сценарий, срежиссировал и снялся в нескольких коротких интернет-сериалах для Channel 101, включая Dr. Miracles, The Food и Dumb Professor.
В 2013 году он написал сценарий и снялся в веб-сериале Baby Mentalist вместе с дочерью.
Парк написал сценарий для короткометражного фильма «Черника», который получил премию «Лучший актёр» на кинофестивале NBC Shortcuts Film. Рэндалл был награждён премией «Coalition of Asian Pacifics in Entertainment» (CAPE) в номинации «Новые писатели» за сценарий к пилотному эпизоду сериала Erasists.

### Реклама и работа в интернете
Парк снимался в рекламах для HBO Go, Ally Financial, Verizon Droid и Chase Bank.
Парк снялся в проектах «Wong Fu Productions» — короткометражном фильме «Слишком быстро», веб-сериале «Дом там, где Ганс» и в их первом полнометражном фильме «Всё до нас».
Рэндалл поучаствовал в курсе деловой этики UTC HUR750 «Уважение на рабочем месте».

## Личная жизнь
Парк женат на актрисе Джа Су Парк, и у них есть дочь. Они проживают в долине Сан-Фернандо.

## Фильмография

### Кино
| Год  | Название на русском                                                                               | Название на английском                                                          | Роль                       | Примечания           |
| ---- | ------------------------------------------------------------------------------------------------- | ------------------------------------------------------------------------------- | -------------------------- | -------------------- |
| 2009 | Мой сексуальный список                                                                            | The People I’ve Slept With                                                      | Хороший, но скучный парень |                      |
| 2010 | Слишком быстро                                                                                    | Too Fast                                                                        | Брэндон                    | Короткометражный     |
| 2010 | Ужин с придурками                                                                                 | Dinner for Schmucks                                                             | Хендерсон                  |                      |
| 2010 | 41-летний девственник, который обрюхатил Сару Маршалл и почувствовал себя суперперцем после этого | The 41 Year Old Virgin Who Knocked Up Sarah Marshall and Felt Superbad About It | Офицер Йо Асс              |                      |
| 2011 | Ларри Краун                                                                                       | Larry Crowne                                                                    | Стажёр Вонг                |                      |
| 2012 | Немножко женаты                                                                                   | The Five-Year Engagement                                                        | Минг                       |                      |
| 2014 | Соседи. На тропе войны                                                                            | Neighbors                                                                       | Рекламный представитель    |                      |
| 2014 | Домашнее видео: Только для взрослых                                                               | Sex Tape                                                                        | Эдвард                     |                      |
| 2014 | Они пришли вместе                                                                                 | They Came Together                                                              | Мартинсон                  |                      |
| 2014 | Интервью                                                                                          | The Interview                                                                   | Ким Чен Ын                 |                      |
| 2015 | Левша                                                                                             | Southpaw                                                                        | Джед Вонг                  |                      |
| 2015 | Девушка без комплексов                                                                            | Trainwreck                                                                      | Брайсон                    |                      |
| 2015 | Холлеры                                                                                           | The Hollars                                                                     | Доктор Фонг                |                      |
| 2015 | Всё до нас                                                                                        | Everything Before Us                                                            | Рэндалл                    |                      |
| 2015 | Рождество                                                                                         | The Night Before                                                                | Босс Итана                 |                      |
| 2015 | Мой кореш — зомби                                                                                 | Amigo Undead                                                                    | Кевин Островски            |                      |
| 2016 | Надоеда                                                                                           | The Meddler                                                                     | Офицер Ли                  |                      |
| 2016 | Новогодний корпоратив                                                                             | Office Christmas Party                                                          | Фред                       |                      |
| 2017 | Горе-творец                                                                                       | The Disaster Artist                                                             | Актёр                      |                      |
| 2017 | Дочь и мать её                                                                                    | Snatched                                                                        | Майкл                      |                      |
| 2017 | Дом                                                                                               | The House                                                                       | Баклер                     |                      |
| 2017 | Лего Фильм: Ниндзяго                                                                              | The Lego Ninjago Movie                                                          | Чирлидер Чен               | Мультфильм (озвучка) |
| 2018 | Человек-муравей и Оса                                                                             | Ant-man and The Wasp                                                            | Джимми Ву                  |                      |
| 2018 | Аквамен                                                                                           | Aquaman                                                                         | доктор Стивен Шин          |                      |
| 2019 | Та ещё парочка                                                                                    | Long Shot                                                                       | Босс                       |                      |
| 2019 | Ты – моё сомнение                                                                                 | Always Be My Maybe                                                              | Маркус Ким                 | также сценарист      |
| 2021 | Щенячий патруль в кино                                                                            | PAW Patrol: The Movie                                                           | Бутч                       | Мультфильм (озвучка) |
| 2023 | Отвязные дворняги                                                                                 | Strays                                                                          | Охотник                    | Озвучка              |
| 2023 | Конкретный убийца                                                                                 | Totally Killer                                                                  | шериф Деннис Лим           |                      |
| 2023 | Аквамен и потерянное царство                                                                      | Aquaman and the Lost Kingdom                                                    | Стивен Шин                 |                      |
| 2024 | Раковина                                                                                          | Shell                                                                           | Рэндольф Чан               |                      |
| 2025 | Ночь всегда приходит                                                                              | Night Always Comes                                                              | Скотт                      |                      |
| 2025 | Eenie Meanie                                                                                      | Eenie Meanie                                                                    | Лео                        |                      |

### Телевидение
| Год       | Название на русском                                        | Название на английском                             | Роль                                              | Примечания                                                                                               |
| --------- | ---------------------------------------------------------- | -------------------------------------------------- | ------------------------------------------------- | --- |
| 2003      | Криминальные гонки                                         | Fastlane                                           | Осьминог                                          | Серия: «Strap On»                                                                                        |
| 2003      | Рино 911!                                                  | Reno 911!                                          | Почтальон                                         | Серия: «Dangle’s Moving Day»                                                                             |
| 2003      | Лас-Вегас                                                  | Las Vegas                                          | Джаспер                                           | Серия: «Jokers and Fools»                                                                                |
| 2004      | Шпионка                                                    | Alias                                              | Корейский солдат                                  | Серия: «Crossings»                                                                                       |
| 2004      | Скорая помощь                                              | ER                                                 | Йонг-Джо Пак                                      | Серия: «White Guy, Dark Hair»                                                                            |
| 2005      | Доктор Хаус                                                | House                                              | Брэд                                              | Серия: «Autopsy»                                                                                         |
| 2005—2007 |                                                            | Wild 'n Out                                        | В роли себя/Разные роли                           | 16 серий                                                                                                 |
| 2006      | Четыре короля                                              | Four Kings                                         | Сервер Пэт                                        | Серия: «Night of the Iguana»                                                                             |
| 2006—2007 | Дерзкие и красивые                                         | The Bold and the Beautiful                         | И-Ар Доктор                                       | 2 серии                                                                                                  |
| 2006—2007 | Безумное телевидение                                       | Mad TV                                             | Разные роли                                       | 3 серии                                                                                                  |
| 2007      | Ник Кэннон представляет: Короткие комедийные истории       | Nick Cannon Presents: Short Circuitz               | Разные роли                                       | 3 серии                                                                                                  |
| 2007      | Детектив Раш                                               | Cold Case                                          | Мэнни Ким’07                                      | Серия: «That Woman»                                                                                      |
| 2008      | АйКарли                                                    | iCarly                                             | Мистер Палладино                                  | Серия: «iGot Detention»                                                                                  |
| 2008      | Шоу Сары Сильверман                                        | The Sarah Silverman Program                        | Монгольский помощник                              | Серия: «The Mongolian Beef»                                                                              |
| 2008      | Элай Стоун                                                 | Eli Stone                                          | Крис Ким                                          | Серия: «Unwritten»                                                                                       |
| 2009      | Холостяк Гари                                              | Gary Unmarried                                     | Доктор Гринберг                                   | Серия: «Gary Tries to Do It All»                                                                         |
| 2009      | Умерь свой энтузиазм                                       | Curb Your Enthusiasm                               | Доктор                                            | Серия: «The Table Read»                                                                                  |
| 2010—2015 | Сообщество                                                 | Community                                          | Криминальный босс/В роли себя                     | 2 серии                                                                                                  |
| 2010—2011 | Светлана                                                   | Svetlana                                           | Доктор Парк                                       | 3 серии                                                                                                  |
| 2011—2013 | Сверхвоины                                                 | Supah Ninjas                                       | Мартин Фуканага                                   | 27 серий                                                                                                 |
| 2011      | C.S.I.: Место преступления                                 | CSI: Crime Scene Investigation                     | Скотт Кацу                                        | Серия: «Turn On, Tune In, Drop Dead»                                                                     |
| 2012      | Новенькая                                                  | New Girl                                           | Уилл                                              | Серия: «Fancyman Part 1»                                                                                 |
| 2012      | Офис                                                       | The Office                                         | Стив (более известный как азиатский Джим Халперт) | Серия: «Andy’s Ancestry»                                                                                 |
| 2012—2016 | Вице-президент                                             | Veep                                               | Губернатор Дэнни Чанг                             | 12 серий                                                                                                 |
| 2013      | Мистер Бокс Офис                                           | Mr. Box Office                                     | Ларри Кунг                                        | Серия: «Marcus Gets Kung Pow’d»                                                                          |
| 2013—2014 | Проект Минди                                               | The Mindy Project                                  | Доктор Колин Ли                                   | 3 серии                                                                                                  |
| 2014      | Телеведущие                                                | Newsreaders                                        | Клэвис Ким                                        | 3 серии                                                                                                  |
| 2014      | Робоцып                                                    | Robot Chicken                                      | Ким Чен Ын                                        | Серия: «Walking Dead Lobster»                                                                            |
| 2015—2020 | Трудности ассимиляции                                      | Fresh Off the Boat                                 | Луис Хуанг                                        | Постоянная роль. Номинация «Critics' Choice Television Award 2016» на лучшего актёра комедийного сериала |
| 2015      | Повторяй за мной                                           | Repeat After Me                                    | В роли себя                                       | Серия: #1.5                                                                                              |
| 2015      | Жаркое американское лето: Первый день лагеря               | Wet Hot American Summer: First Day of Camp         | Джефф                                             | 4 серии                                                                                                  |
| 2015      | Пиф-паф комедия                                            | Comedy Bang! Bang!                                 | В роли себя                                       | Серия: «Randall Park Wears Brown Dress Shoes With Blue Socks»                                            |
| 2016      | Няня для идиотки                                           | Idiotsitter                                        | Хэнк                                              | Серия: «GED Prom»                                                                                        |
| 2016      | Дэцкая больница                                            | Childrens Hospital                                 | Джамьянг                                          | Серия: «Show Me a Hero»                                                                                  |
| 2016      | Доктор Кен                                                 | Dr. Ken                                            | Гари Чон                                          | Серия: «Korean Men’s Club»                                                                               |
| 2016      | Пирамида                                                   | Pyramid                                            | В роли себя/Приглашённая знаменитость             | Серия: «Рэндалл Парк vs. Анна Кэмп»                                                                      |
| 2016      |                                                            | Bajillion Dollar Propertie$                        | Григ                                              | Серия: «Day of the Diamond Dealmakers»                                                                   |
| 2017      | Большой, сексуальный День святого Валентина Майкла Болтона | Michael Bolton’s Big, Sexy Valentine’s Day Special | Блэр                                              | |
| 2017      | Любовь                                                     | Love                                               | Томми                                             | 2 серии                                                                                                  |
| 2017      | Энджи Трайбека                                             | Angie Tribeca                                      | Доктор Моро                                       | Серия: «Brockman Turner Overdrive»                                                                       |
| 2021      | Ванда/Вижн                                                 | WandaVision                                        | Джимми Ву                                         | 6 серии                                                                                                  |
| 2023      | Голубоглазый самурай                                       | Blue Eye Samurai                                   | Хэйдзи Синдо                                      | главная роль                                                                                             |
| 2025      | Ватсон                                                     | Watson                                             | Джеймс Мориарти                                   | |
| 2025      | Резиденция                                                 | The Residence                                      | Эдвин Пак                                         | главная роль                                                                                             |
| 2025      | Зомби Marvel                                               | Marvel Zombies                                     | Джимми Ву                                         | озвучка                                                                                                  |
| TBA       | Среди нас                                                  | Among Us                                           | Красный                                           | главная роль                                                                                             |

### Веб-сериалы
| Год  | Название на русском                          | Название на английском                      | Роль                  | Примечания                                                   |
| ---- | -------------------------------------------- | ------------------------------------------- | --------------------- | ------------------------------------------------------------ |
| 2006 | Доктор Чудо                                  | Dr. Miracles                                | Доктор Чудо           | Также сценарист и режиссёр                                   |
| 2009 | Еда                                          | The Food                                    | Уоллес                | Также сценарист                                              |
| 2009 | Высоты IKEA                                  | IKEA Heights                                | Джеймс                | Сериал на YouTube, снятый в IKEA без уведомления сотрудников |
| 2010 | Тупой профессор                              | Dumb Professor                              | Профессор Рэймонд Нэш | Также сценарист и режиссёр                                   |
| 2011 | Сиамский папа                                | Siamese Dad                                 | Расселл               | Также сценарист и режиссёр                                   |
| 2011 | Игровая станция — Уличный боец               | The Game Station — The Street Fighter       | Кеннет                |                                                              |
| 2012 | Игровая станция — Возвращение короля Хиппо   | The Game Station — The Return of King Hippo | Сосед по комнате      |                                                              |
| 2012 | Слушай дедушку, Энди Линг                    | Listen to Grandpa, Andy Ling                | Энди Линг             | Против Эллиотта Гулда                                        |
| 2012 | Дом там, где Ганс                            | Home Is Where The Hans Are                  | Andrew                | Короткометражка «Wong Fu Productions»                        |
| 2013 | Детский менталист                            | Baby Mentalist                              | Детектив Чанг         | Также сценарист                                              |
| 2014 | CollegeHumor — Если бы Google был парнем (2) | CollegeHumor — If Google was a Guy (2)      | Бинг                  |                                                              |
| 2014 | Adult Swim — Брумшакалака                    | Adult Swim — The Broomshakalaka             | Марк                  |                                                              |
| 2014 | Говорящий брак с Райаном Бэйли               | Talking Marriage with Ryan Bailey           | В роли себя           | Гость с ДжаЛего                                              |